# André Bord
André Bord (ur. 30 listopada 1922 w Strasburgu, zm. 13 maja 2013 w Holtzheim) – francuski polityk, samorządowiec i działacz sportowy, uczestnik II wojny światowej. Deputowany krajowy i poseł do Parlamentu Europejskiego, sekretarz stanu oraz minister ds. kombatantów (1972–1973).

## Życiorys
Pochodził z rodziny robotniczej, syn górnika Alphonse’a i Marie-Anne Sigrist. Ze względów materialnych wcześnie przerwał naukę, rozpoczynając pracę jako sprzedawca książek. W młodości należał do skautów i trenował koszykówkę. W 1939 uciekł z rodziną do Dordogne, rok później powrócił do Strasburga. W 1941 przedostał się do Wolnej Francji, gdzie rozpoczął działalność w grupach ruchu oporu m.in. jako łącznik między Lyonem a Dordogne. W 1943 aresztowany przez Gestapo, wypuszczono go jednak ze względu na brak dowodów. W maju 1944 ponownie aresztowany i osadzony w Périgueux, skąd udało mu się zbiec. Został zaocznie skazany na karę śmierci przez sąd wojenny w Limoges. Dołączył do samodzielnej brygady Alzacja–Lotaryngia założonej przez André Malraux. Uczestniczył w walkach z 2 Dywizją Pancerną SS „Das Reich” i wyzwoleniu Périgueux, a następnie w starciach pod Ballersdorf, Dannemarie, Altkirch i Gerstheim, a pod koniec wojny działał w sztabie generalnym. Po odmowie objęcia służby w Illkirch-Graffenstaden zwolniony ze służby.
W 1946 powrócił do kraju, pracował następnie w księgarni i w przedsiębiorstwie transportowo-nawigacyjnym na Renie. Był założycielem klubu sportowego AS Meinau, który stał się później częścią RC Strasbourg. W 1947 podjął działalność polityczną w środowisku gaullistowskim, został etatowym działaczem partyjnym. Należał m.in. do Zgromadzenia Ludu Francuskiego Unii na rzecz Nowej Republiki, Unii Demokratycznej Pracy, Unii Demokratów na rzecz Republiki (sekretarz generalny w latach 1975–1976) i Zgromadzeniu na rzecz Republiki (członek władz centralnych). Zajmował stanowiska radnego (1959–1989) i zastępcy mera Strasburga (1959–1965, 1967–1971), przewodniczącego rady departamentu Dolny Ren (1967–1979) oraz regionu Alzacja (1973–1977). W latach 1958–1966 i 1978–1981 zasiadał w Zgromadzeniu Narodowym, reprezentował też Francję w Parlamencie Europejskim (1961–1966). Od stycznia 1966 do lipca 1972 pozostawał sekretarzem stanu w ministerstwie spraw wewnętrznych. Od lipca 1972 do lutego 1974 był ministrem odpowiedzialnym za weteranów i ofiary wojny, następnie pełnił funkcję sekretarza stanu z tym samym zakresem obowiązków (marzec 1974–wrzesień 1977) oraz odpowiedzialnego za relacje z parlamentem (wrzesień 1977–kwiecień 1978). Od 1981 doradca Jacques’a Chiraca ds. europejskich. W 1982 został posłem do Parlamentu Europejskiego w miejsce André Fantona, przystąpił do Europejskich Postępowych Demokratów. Od 1979 do 1985 pełnił funkcję szefa klubu piłkarskiego RC Strasbourg, kierował także jego innymi sekcjami sportowymi. Zasiadał w składzie różnych organów promujących współpracę francusko-niemiecką, a także organizacji kombatanckich oraz instytucji kulturalnych i regionalnych.
Dwukrotnie żonaty (z Germaine Fend i Francine Heisserer), miał dwóch synów z pierwszego małżeństwa.

## Odznaczenia
Odznaczony m.in. Legią Honorową II klasy (2006), Orderem Narodowym Zasługi I klasy (2012), Medalem Wojskowym, Krzyżem Wojennym (za lata 1939–1945), Medalem Ruchu Oporu oraz Złotym Medalem Młodzieży i Sportu, a także odznaczeniami zagranicznymi, m.in. Orderem Zasługi Republiki Federalnej Niemiec (Krzyż Wielkiego Oficera w 1975, Krzyż Wielki II Klasy w 2003).